# Loma de los Perros
Loma de los Perros es una localidad peruana ubicada en el distrito de Amotape, perteneciente a la provincia de Paita del departamento de Piura, al norte del Perú. 

## Ubicación
Loma de los Perros se ubica al norte de la provincia de Paita, en el distrito de Amotape, en el departamento de Piura. 

## Demografía
En 2017 Loma de los Perros tenía una población de 4 habitantes.
| Gráfica de evolución demográfica de Loma de los Perros entre 1993 y 2017 |
|                                                                          |
| Fuentes: Población 1993 y 2017                                           |